# Tequila
Tequila ou tequilha é uma bebida alcoólica destilada feita da agave-azul, primariamente na região da cidade de Tequila, no estado mexicano de Jalisco, a 65 quilómetros a nordeste de Guadalajara.
O solo vulcânico vermelho da região circundante é particularmente propício ao crescimento do agave-azul, e mais de 300 milhões de plantas são colhidas por ano. A agave tequilana cresce diferentemente dependendo da região. Agaves-azuis plantadas em áreas altas são maiores e mais doces em aroma e sabor. Agaves das áreas mais baixas têm um sabor e fragrância mais herbáceos.
Pelas leis mexicanas, a tequila pode ser produzida apenas no estado de Jalisco e em regiões limitadas de Guanajuato, Michoacán, Nayarit, e Tamaulipas. A produção de produtos denominados "tequila" está sujeita ao cumprimento das condições da denominação de origem, limitada a regiões controladas do México.
A tequila é, frequentemente, feita com um conteúdo alcoólico de 38–40%, mas também pode ser produzida com teor alcoólico entre 31–55%.

## História

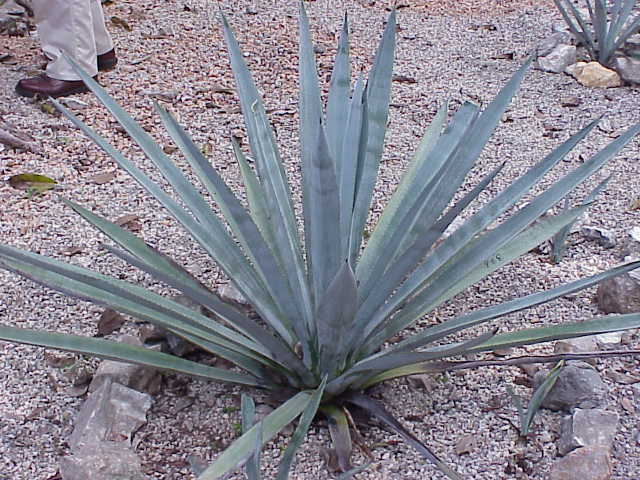
Agave tequilana.

O pulque, uma bebida fermentada produzida a partir da seiva da Agave americana, já era consumido na região central do México antes da chegada dos europeus. Quando os conquistadores espanhóis esgotaram seus estoques de conhaque, passaram a destilar o agave, criando, assim, uma das primeiras bebidas destiladas da América. A tequila foi produzida pela primeira vez no século XVI, perto da atual cidade de Tequila, a qual só viria a ser fundada oficialmente em 1666. 
Por volta de 1600, Pedro Sánchez de Tagle, o marquês de Altamira, iniciou a produção em massa de tequila com a criação da primeira fábrica de tequila, no atual estado de Jalisco. Por volta de 1608, o governador da Nova Galiza começou a taxar o produto. O rei Carlos IV de Espanha concedeu, à família Cuervo, a primeira licença para produção comercial de tequila.
Cenobio Sauza, fundador da Sauza Tequila e prefeito da cidade de Tequila em 1884-1885, foi o primeiro a exportar tequila para os Estados Unidos. Ele também abreviou o nome "extrato de Tequila" para simplesmente "Tequila". O neto de Cenobio, Francisco Javier Sauza, ficou famoso ao insistir que "não pode haver tequila onde não há agave". Sua insistência foi recompensada e, desde então, considerou-se que a real tequila só pode ser fabricada no estado de Jalisco.

### Atualidade
Embora algumas marcas de tequila continuem a ser propriedades familiares, a maior parte das marcas mais famosas de tequila pertence atualmente a grandes empresas multinacionais.

## Fabricação

Produção de tequila e agave em 2008. Verde escuro para tequila e verde claro para agave

O agave-azul é uma planta semelhante a um "abacaxi gigante" e só se desenvolve em terrenos de solo vulcânico e clima árido. Precisa de 8 a 12 anos de idade para estar pronto para produção, sendo necessários 7 quilos de agave para produção de 1 litro de tequila.
A produção se inicia assando as piñas (o centro da planta) da agave-azul por mais de 48 horas e esfriando por mais 14 horas antes de serem retiradas dos fornos, para converter as fibras em açúcar fermentável (frutose). Depois dessa etapa, são moídas para extração de todo açúcar e o resultado é um rico líquido chamado Aguamiel. Adiciona-se a levedura natural ou de Saccharomyces cerevisiae para fermentação, que quebra as moléculas do açúcar e as transforma em álcool. O resultado é um vinho de agave que possui de 10 a 12% de teor alcoólico. O vinho deve ser destilado 2 vezes, descartando seu início e fim para adquirir-se o melhor da destilação. A tequila assim produzida é chamada "Prata" e pode ser engarrafada ou maturada para produção dos diferentes tipos de acordo com o tempo de maturação. Geralmente, agaves das terras altas produzem tequilas de sabor mais doce e frutado, enquanto as agaves de terras baixas dão, à tequila, um sabor mais herbáceo e "terroso".

## Tipos

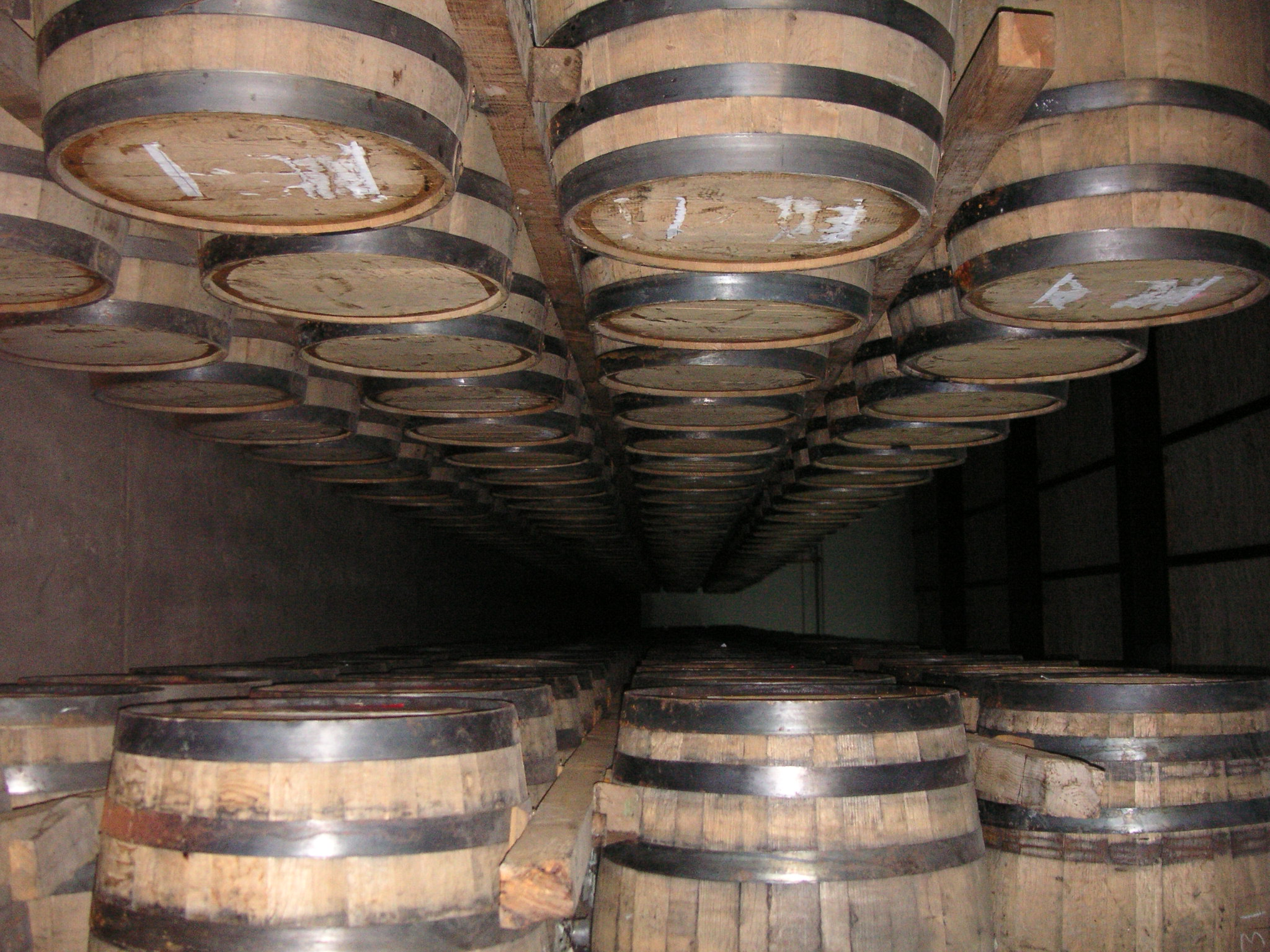
Tequilas descansando ou maturando em barris de carvalho.

A bebida apresenta diferentes graus de cor, sabor e aroma conforme o tempo de envelhecimento, sendo designada em ordem crescente segundo seu tempo de maturação:
- Blanco ("Branco") ou Plata ("Prata"), engarrafada imediatamente ou com até 2 meses de maturação em barris de aço inoxidável ou carvalho neutro;
- Joven ("Jovem") ou Oro ("Ouro"), uma mistura de Blanco e Reposado;
- Reposado ("Descansado"), engarrafada após 2 meses, mas com menos de um ano de maturação em barris de carvalho de qualquer tamanho;
- Añejo ("Velho"), envelhecimento com no mínimo um ano de maturação, mas menos de três, em barris de carvalho pequenos;
- Extra Añejo ("Extra Velho"), envelhecido pelo menos três anos. Esta categoria foi estabelecida em 2006.

## Formas de servir
No México, a mais tradicional de maneira de consumir tequila é pura. Em algumas regiões, a dose de tequila é acompanhada de uma dose de sangrita (uma bebida feita de suco de laranja, grenadina (ou suco de tomate) e pimenta): toma-se um gole de tequila, um gole de sangrita, e assim por diante. Outra tradicional maneira de consumir tequila no México é a "bandeira" (numa alusão às três cores da bandeira do México): consiste em uma dose de suco de limão, uma dose de tequila transparente e uma dose de sangrita. 
Fora do México, a dose de tequila é, frequentemente, servida com sal e uma fatia de limão. Lambe-se as costas da mão abaixo do dedo do indicador, coloca-se sal na área, chupa-se o sal na mão, bebe-se a tequila e se morde a fatia de limão. Acredita-se que o sal diminua a queimação da tequila, e que o limão equilibre e acentue o seu sabor. Na Alemanha e em outros países, a tequila dourada costuma ser servida com canela e uma fatia de laranja, enquanto a tequila transparente costuma ser servida com limão e sal.
Se a garrafa de tequila não indica, no seu rótulo, que é feita cem por cento de agave-azul (sem adição de açúcar), então a tequila provavelmente é mixto (no mínimo 51 por cento de agave-azul em sua composição). 
Muitas tequilas de alta qualidade, feitas cem por cento com agave, não provocam sensação significativa de ardor na garganta.

### Copos
A tequila pura geralmente é servida num copo pequeno chamado caballito.
O Conselho Regulador da Tequila aprovou, em 2002, um copo oficial de tequila, fabricado pela empresa austríaca Riedel.

### Coquetéis
Muitos coquetéis são feitos a partir da tequila, como a margarita, que tornou, a tequila, famosa nos Estados Unidos. No México, um coquetel popular à base de tequila é a paloma, feita com refrigerante de toranja. Muitas variedades de martíni usam tequila. Muitos coquetéis adicionam suco de fruta à tequila, como o tequila sunrise e o matador. Também costumam ser adicionados refrigerantes à tequila, como no caso do coquetel tequila slammer.

## O verme da tequila
Apenas algumas marcas de mezcal, especialmente as provenientes do estado de Oaxaca, são vendidas com um verme (gusano) dentro da garrafa. O verme faz parte de uma estratégia de marketing e não é tradicional. O Conselho Regulatório da Tequila não permite vermes ou escorpiões dentro das garrafas de tequila. O verme é a forma larval da mariposa Comadia redtenbacheri, que vive na planta do agave. Achar um verme na planta indica uma infestação e, portanto, um produto de menor qualidade. Apesar dos esforços das empresas para dissociar a imagem da tequila da imagem do verme, e promover a tequila como uma bebida fina, muitas pessoas ainda esperam encontrar vermes em garrafas de tequila.